# Strade Bianche 2021
Strade Bianche 2021 var den 15. udgave af det italienske cykelløb Strade Bianche. Det 184 km lange linjeløb blev kørt den 6. marts 2021 med start og mål i Siena i det sydlige Toscana. Det indeholdt 11 sektorer med i alt 63 km på grusvej. Løbet var tredje arrangement på UCI World Tour 2021.

## Resultater
| \| Samlede stilling \| Samlede stilling \| Samlede stilling \| Samlede stilling \| Samlede stilling \| \| Rytter \| Rytter \| Hold \| Tid \| \| \| ---------------- \| -------------------- \| --------------------- \| ---------------- \| ---------------- \| \| 1. \| Mathieu van der Poel \| Alpecin-Fenix \| 4t 40' 29" \| \| \| 2. \| Julian Alaphilippe \| Deceuninck-Quick Step \| + 5" \| \| \| 3. \| Egan Bernal \| Ineos Grenadiers \| + 20" \| \| \| 4. \| Wout van Aert \| Jumbo-Visma \| + 51" \| \| \| 5. \| Tom Pidcock \| Ineos Grenadiers \| + 54" \| \| \| 6. \| Michael Gogl \| Qhubeka Assos \| + 54" \| \| \| 7. \| Tadej Pogačar \| UAE Team Emirates \| + 54" \| \| \| 8. \| Simon Clarke \| Qhubeka Assos \| + 2' 25" \| \| \| 9. \| Jakob Fuglsang \| Astana-Premier Tech \| + 2' 25" \| \| \| 10. \| Pello Bilbao \| Bahrain Victorious \| + 2' 39" \| \| \| 11. \| Simon Carr \| EF Education-Nippo \| + 3' 36" \| \| \| 12. \| Robert Power \| Qhubeka Assos \| + 3' 45" \| \| \| 13. \| Tim Wellens \| Lotto-Soudal \| + 4' 19" \| \| \| 14. \| Gianni Vermeersch \| Alpecin-Fenix \| + 4' 21" \| \| \| 15. \| Petr Vakoč \| Alpecin-Fenix \| + 4' 30" \| \| \| 16. \| Kevin Geniets \| Groupama-FDJ \| + 6' 26" \| \| \| 17. \| Clément Venturini \| AG2R Citroën Team \| + 6' 26" \| \| \| 18. \| Bauke Mollema \| Trek-Segafredo \| + 6' 26" \| \| \| 19. \| Greg Van Avermaet \| AG2R Citroën Team \| + 6' 26" \| \| \| 20. \| Romain Bardet \| Team DSM \| + 6' 26" \| \| |                      |                       |            |
| |                      |                       |            |
| Kilde: ProCyclingStats |                      |                       |            |
| Samlede stilling |                      |                       |            |
| Rytter | Rytter               | Hold                  | Tid        |
| 1. | Mathieu van der Poel | Alpecin-Fenix         | 4t 40' 29" |
| 2. | Julian Alaphilippe   | Deceuninck-Quick Step | + 5"       |
| 3. | Egan Bernal          | Ineos Grenadiers      | + 20"      |
| 4. | Wout van Aert        | Jumbo-Visma           | + 51"      |
| 5. | Tom Pidcock          | Ineos Grenadiers      | + 54"      |
| 6. | Michael Gogl         | Qhubeka Assos         | + 54"      |
| 7. | Tadej Pogačar        | UAE Team Emirates     | + 54"      |
| 8. | Simon Clarke         | Qhubeka Assos         | + 2' 25"   |
| 9. | Jakob Fuglsang       | Astana-Premier Tech   | + 2' 25"   |
| 10. | Pello Bilbao         | Bahrain Victorious    | + 2' 39"   |
| 11. | Simon Carr           | EF Education-Nippo    | + 3' 36"   |
| 12. | Robert Power         | Qhubeka Assos         | + 3' 45"   |
| 13. | Tim Wellens          | Lotto-Soudal          | + 4' 19"   |
| 14. | Gianni Vermeersch    | Alpecin-Fenix         | + 4' 21"   |
| 15. | Petr Vakoč           | Alpecin-Fenix         | + 4' 30"   |
| 16. | Kevin Geniets        | Groupama-FDJ          | + 6' 26"   |
| 17. | Clément Venturini    | AG2R Citroën Team     | + 6' 26"   |
| 18. | Bauke Mollema        | Trek-Segafredo        | + 6' 26"   |
| 19. | Greg Van Avermaet    | AG2R Citroën Team     | + 6' 26"   |
| 20. | Romain Bardet        | Team DSM              | + 6' 26"   |

## Hold og ryttere
| UCI WorldTeams (19)- AG2R Citroën Team - Astana-Premier Tech - Bahrain Victorious - Bora-Hansgrohe - Cofidis - Deceuninck-Quick Step - EF Education-Nippo - Groupama-FDJ - Ineos Grenadiers - Intermarché-Wanty-Gobert Matériaux - Israel Start-Up Nation - Jumbo-Visma - Lotto Soudal - Movistar Team - Team BikeExchange - Team DSM - Qhubeka Assos - Trek-Segafredo - UAE Team Emirates UCI ProTeams (6)- Alpecin-Fenix - Androni Giocattoli-Sidermec - Arkéa-Samsic - Bardiani CSF Faizanè - Eolo-Kometa - Vini Zabù |
| |

### Danske ryttere
| Danske ryttere på startlisten |                         |                        |           |
| Rygnummer                     | Rytter                  | Hold                   | Placering |
| 41                            | Jakob Fuglsang          | Astana-Premier Tech    | 9         |
| 47                            | Jonas Gregaard          | Astana-Premier Tech    | OTL       |
| 93                            | Kasper Asgreen          | Deceuninck-Quick Step  | 25        |
| 156                           | Mads Würtz Schmidt      | Israel Start-Up Nation | 109       |
| 164                           | Andreas Kron            | Lotto-Soudal           | 28        |
| 194                           | Christopher Juul-Jensen | Team BikeExchange      | 60        |
| 217                           | Emil Vinjebo            | Team Qhubeka Assos     | 72        |

* OTL = kom ikke i mål indenfor tidsgrænsen

### Startliste
| Jumbo-Visma TJV | Jumbo-Visma TJV            | Jumbo-Visma TJV |
| --------------- | -------------------------- | --------------- |
| Nr.             | Rytter                     | Placering       |
| 1               | Wout van Aert (BEL)        | 4.              |
| 2               | Tobias Foss (NOR)          | 46.             |
| 3               | Robert Gesink (NED)        | 69.             |
| 4               | Chris Harper (AUS)         | 118.            |
| 5               | Nathan Van Hooydonck (BEL) | 76.             |
| 6               | Paul Martens (GER)         | DNF             |
| 7               | Timo Roosen (NED)          | 85.             |

| AG2R Citroën Team ACT | AG2R Citroën Team ACT   | AG2R Citroën Team ACT |
| --------------------- | ----------------------- | --------------------- |
| Nr.                   | Rytter                  | Placering             |
| 11                    | Greg Van Avermaet (BEL) | 19.                   |
| 12                    | Lilian Calmejane (FRA)  | HD                    |
| 13                    | Nans Peters (FRA)       | 35.                   |
| 14                    | Michael Schär (SUI)     | 52.                   |
| 15                    | Gijs Van Hoecke (BEL)   | 88.                   |
| 16                    | Andrea Vendrame (ITA)   | 26.                   |
| 17                    | Clément Venturini (FRA) | 17.                   |

| Alpecin-Fenix AFC | Alpecin-Fenix AFC                     | Alpecin-Fenix AFC |
| ----------------- | ------------------------------------- | ----------------- |
| Nr.               | Rytter                                | Placering         |
| 21                | Mathieu van der Poel (NED) (landevej) | 1.                |
| 22                | Xandro Meurisse (BEL)                 | HD                |
| 23                | Jonas Rickaert (BEL)                  | DNF               |
| 24                | Petr Vakoč (CZE)                      | 15.               |
| 25                | Otto Vergaerde (BEL)                  | HD                |
| 26                | Gianni Vermeersch (BEL)               | 14.               |
| 27                | Philipp Walsleben (GER)               | 95.               |

| Androni Giocattoli-Sidermec ANS | Androni Giocattoli-Sidermec ANS  | Androni Giocattoli-Sidermec ANS |
| ------------------------------- | -------------------------------- | ------------------------------- |
| Nr.                             | Rytter                           | Placering                       |
| 31                              | Mattia Bais (ITA)                | 80.                             |
| 32                              | Jefferson Alexander Cepeda (ECU) | HD                              |
| 33                              | Simon Pellaud (SUI)              | DNF                             |
| 34                              | Josip Rumac (CRO)                | 78.                             |
| 35                              | Filippo Tagliani (ITA)           | HD                              |
| 36                              | Nicola Venchiarutti (ITA)        | HD                              |
| 37                              | Mattia Viel (ITA)                | HD                              |

| Astana-Premier Tech APT | Astana-Premier Tech APT | Astana-Premier Tech APT |
| ----------------------- | ----------------------- | ----------------------- |
| Nr.                     | Rytter                  | Placering               |
| 41                      | Jakob Fuglsang (DEN)    | 9.                      |
| 42                      | Alex Aranburu (ESP)     | 22.                     |
| 43                      | Manuele Boaro (ITA)     | 96.                     |
| 44                      | Fabio Felline (ITA)     | DNF                     |
| 45                      | Hugo Houle (CAN)        | 51.                     |
| 46                      | Gorka Izagirre (ESP)    | 50.                     |
| 47                      | Jonas Gregaard (DEN)    | HD                      |

| Bahrain Victorious TBV | Bahrain Victorious TBV    | Bahrain Victorious TBV |
| ---------------------- | ------------------------- | ---------------------- |
| Nr.                    | Rytter                    | Placering              |
| 51                     | Pello Bilbao (ESP)        | 10.                    |
| 52                     | Eros Capecchi (ITA)       | DNF                    |
| 53                     | Matej Mohorič (SLO)       | 56.                    |
| 54                     | Domen Novak (SLO)         | DNF                    |
| 55                     | Mark Padun (UKR)          | DNF                    |
| 56                     | Hermann Pernsteiner (AUT) | 43.                    |
| 57                     | Jan Tratnik (SLO)         | 83.                    |

| Bardiani CSF Faizanè BCF | Bardiani CSF Faizanè BCF | Bardiani CSF Faizanè BCF |
| ------------------------ | ------------------------ | ------------------------ |
| Nr.                      | Rytter                   | Placering                |
| 61                       | Filippo Zaccanti (ITA)   | DNF                      |
| 62                       | Davide Gabburo (ITA)     | DNF                      |
| 63                       | Fabio Mazzucco (ITA)     | HD                       |
| 64                       | Alessandro Tonelli (ITA) | 92.                      |
| 65                       | Giovanni Visconti (ITA)  | DNF                      |
| 66                       | Filippo Zana (ITA)       | 38.                      |
| 67                       | Samuele Zoccarato (ITA)  | 108.                     |

| Bora-Hansgrohe BOH | Bora-Hansgrohe BOH     | Bora-Hansgrohe BOH |
| ------------------ | ---------------------- | ------------------ |
| Nr.                | Rytter                 | Placering          |
| 71                 | Giovanni Aleotti (ITA) | 55.                |
| 72                 | Emanuel Buchmann (GER) | 40.                |
| 73                 | Marcus Burghardt (GER) | 68.                |
| 74                 | Patrick Gamper (AUT)   | 116.               |
| 75                 | Patrick Konrad (AUT)   | 32.                |
| 76                 | Daniel Oss (ITA)       | 53.                |
| 77                 | Ben Zwiehoff (GER)     | 70.                |

| Cofidis COF | Cofidis COF                      | Cofidis COF |
| ----------- | -------------------------------- | ----------- |
| Nr.         | Rytter                           | Placering   |
| 81          | Nicolas Edet (FRA)               | 112.        |
| 82          | Natnael Berhane (ERI) (landevej) | 106.        |
| 83          | Tom Bohli (SUI)                  | 79.         |
| 84          | André Carvalho (POR)             | 87.         |
| 85          | Thomas Champion (FRA)            | 82.         |
| 86          | Nathan Haas (AUS)                | 110.        |
| 87          | Fabio Sabatini (ITA)             | DNF         |

| Deceuninck-Quick Step DQT | Deceuninck-Quick Step DQT           | Deceuninck-Quick Step DQT |
| ------------------------- | ----------------------------------- | ------------------------- |
| Nr.                       | Rytter                              | Placering                 |
| 91                        | Julian Alaphilippe (FRA) (landevej) | 2.                        |
| 92                        | João Almeida (POR)                  | 37.                       |
| 93                        | Kasper Asgreen (DEN) (landevej)     | 25.                       |
| 94                        | Davide Ballerini (ITA)              | DNF                       |
| 95                        | Dries Devenyns (BEL)                | DNF                       |
| 96                        | Pieter Serry (BEL)                  | 66.                       |
| 97                        | Zdeněk Štybar (CZE)                 | 62.                       |

| EF Education-Nippo EFN | EF Education-Nippo EFN      | EF Education-Nippo EFN |
| ---------------------- | --------------------------- | ---------------------- |
| Nr.                    | Rytter                      | Placering              |
| 101                    | Alberto Bettiol (ITA)       | 23.                    |
| 102                    | Simon Carr (GBR)            | 11.                    |
| 103                    | Lawson Craddock (USA)       | DNF                    |
| 104                    | Mitchell Docker (AUS)       | 114.                   |
| 105                    | Alex Howes (USA) (landevej) | DNF                    |
| 106                    | Sebastian Langeveld (NED)   | HD                     |
| 107                    | Julius van den Berg (NED)   | HD                     |

| Eolo-Kometa EOK | Eolo-Kometa EOK              | Eolo-Kometa EOK |
| --------------- | ---------------------------- | --------------- |
| Nr.             | Rytter                       | Placering       |
| 111             | Davide Bais (ITA)            | 101.            |
| 112             | Erik Fetter (HUN)            | 100.            |
| 113             | Sergio García González (ESP) | HD              |
| 114             | Arturo Grávalos (ESP)        | HD              |
| 115             | Samuele Rivi (ITA)           | DNF             |
| 116             | Diego Sevilla (ESP)          | HD              |
| 117             | Daniel Viegas (POR)          | HD              |

| Groupama-FDJ GFC | Groupama-FDJ GFC               | Groupama-FDJ GFC |
| ---------------- | ------------------------------ | ---------------- |
| Nr.              | Rytter                         | Placering        |
| 121              | Stefan Küng (SUI) (landevej)   | 31.              |
| 122              | Kevin Geniets (LUX) (landevej) | 16.              |
| 123              | Simon Guglielmi (FRA)          | 39.              |
| 124              | Tobias Ludvigsson (SWE)        | 103.             |
| 125              | Valentin Madouas (FRA)         | 21.              |
| 126              | Rudy Molard (FRA)              | 36.              |
| 127              | Romain Seigle (FRA)            | 64.              |

| Ineos Grenadiers IGD | Ineos Grenadiers IGD     | Ineos Grenadiers IGD |
| -------------------- | ------------------------ | -------------------- |
| Nr.                  | Rytter                   | Placering            |
| 131                  | Tom Pidcock (GBR)        | 5.                   |
| 132                  | Leonardo Basso (ITA)     | DNF                  |
| 133                  | Egan Bernal (COL)        | 3.                   |
| 134                  | Owain Doull (GBR)        | 27.                  |
| 135                  | Michał Kwiatkowski (POL) | DNF                  |
| 136                  | Salvatore Puccio (ITA)   | DNF                  |
| 137                  | Pavel Sivakov (RUS)      | 67.                  |

| Intermarché-Wanty-Gobert Matériaux IWG | Intermarché-Wanty-Gobert Matériaux IWG | Intermarché-Wanty-Gobert Matériaux IWG |
| -------------------------------------- | -------------------------------------- | -------------------------------------- |
| Nr.                                    | Rytter                                 | Placering                              |
| 141                                    | Théo Delacroix (FRA)                   | 77.                                    |
| 142                                    | Tom Devriendt (BEL)                    | DNF                                    |
| 143                                    | Andrea Pasqualon (ITA)                 | DNF                                    |
| 144                                    | Simone Petilli (ITA)                   | 91.                                    |
| 145                                    | Lorenzo Rota (ITA)                     | 34.                                    |
| 146                                    | Loïc Vliegen (BEL)                     | DNF                                    |
| 147                                    | Jan Bakelants (BEL)                    | 65.                                    |

| Israel Start-Up Nation ISN | Israel Start-Up Nation ISN | Israel Start-Up Nation ISN |
| -------------------------- | -------------------------- | -------------------------- |
| Nr.                        | Rytter                     | Placering                  |
| 151                        | Reto Hollenstein (SUI)     | 86.                        |
| 152                        | Jenthe Biermans (BEL)      | DNF                        |
| 153                        | Guillaume Boivin (CAN)     | HD                         |
| 154                        | Alessandro De Marchi (ITA) | 59.                        |
| 155                        | Alexis Renard (FRA)        | HD                         |
| 156                        | Mads Würtz Schmidt (DEN)   | 109.                       |
| 157                        | Tom Van Asbroeck (BEL)     | 75.                        |

| Lotto-Soudal LTS | Lotto-Soudal LTS         | Lotto-Soudal LTS |
| ---------------- | ------------------------ | ---------------- |
| Nr.              | Rytter                   | Placering        |
| 161              | Tim Wellens (BEL)        | 13.              |
| 162              | Filippo Conca (ITA)      | 81.              |
| 163              | Frederik Frison (BEL)    | 94.              |
| 164              | Andreas Kron (DEN)       | 28.              |
| 165              | Tomasz Marczyński (POL)  | DNF              |
| 166              | Tosh Van der Sande (BEL) | DNF              |
| 167              | Brent Van Moer (BEL)     | 61.              |

| Movistar Team MOV | Movistar Team MOV         | Movistar Team MOV |
| ----------------- | ------------------------- | ----------------- |
| Nr.               | Rytter                    | Placering         |
| 171               | Alejandro Valverde (ESP)  | 47.               |
| 172               | Héctor Carretero (ESP)    | 97.               |
| 173               | Iván García Cortina (ESP) | 29.               |
| 174               | Abner González (PUR)      | 71.               |
| 175               | Lluís Mas (ESP)           | 48.               |
| 176               | Sergio Samitier (ESP)     | 115.              |
| 177               | Gonzalo Serrano (ESP)     | 49.               |

| Arkéa-Samsic ARK | Arkéa-Samsic ARK         | Arkéa-Samsic ARK |
| ---------------- | ------------------------ | ---------------- |
| Nr.              | Rytter                   | Placering        |
| 181              | Diego Rosa (ITA)         | 57.              |
| 182              | Benjamin Declercq (BEL)  | 104.             |
| 183              | Thibault Guernalec (FRA) | DNF              |
| 184              | Kévin Ledanois (FRA)     | 113.             |
| 185              | Matis Louvel (FRA)       | 74.              |
| 186              | Łukasz Owsian (POL)      | 105.             |
| 187              | Laurent Pichon (FRA)     | DNF              |

| BikeExchange BEX | BikeExchange BEX              | BikeExchange BEX |
| ---------------- | ----------------------------- | ---------------- |
| Nr.              | Rytter                        | Placering        |
| 191              | Simon Yates (GBR)             | 63.              |
| 192              | Jack Bauer (NZL)              | 89.              |
| 193              | Brent Bookwalter (USA)        | 44.              |
| 194              | Christopher Juul-Jensen (DEN) | 60.              |
| 195              | Barnabás Peák (HUN)           | HD               |
| 196              | Nick Schultz (AUS)            | DNF              |
| 197              | Robert Stannard (AUS)         | 30.              |

| Team DSM DSM | Team DSM DSM            | Team DSM DSM |
| ------------ | ----------------------- | ------------ |
| Nr.          | Rytter                  | Placering    |
| 201          | Romain Bardet (FRA)     | 20.          |
| 202          | Thymen Arensman (NED)   | 117.         |
| 203          | Romain Combaud (FRA)    | 107.         |
| 204          | Chris Hamilton (AUS)    | 90.          |
| 205          | Joris Nieuwenhuis (NED) | 98.          |
| 206          | Martijn Tusveld (NED)   | 99.          |
| 207          | Kevin Vermaerke (USA)   | 111.         |

| Qhubeka Assos TQA | Qhubeka Assos TQA       | Qhubeka Assos TQA |
| ----------------- | ----------------------- | ----------------- |
| Nr.               | Rytter                  | Placering         |
| 211               | Simon Clarke (AUS)      | 8.                |
| 212               | Michael Gogl (AUT)      | 6.                |
| 213               | Bert-Jan Lindeman (NED) | 84.               |
| 214               | Robert Power (AUS)      | 12.               |
| 215               | Mauro Schmid (SUI)      | 41.               |
| 216               | Karel Vacek (CZE)       | DNF               |
| 217               | Emil Vinjebo (DEN)      | 72.               |

| Trek-Segafredo TFS | Trek-Segafredo TFS            | Trek-Segafredo TFS |
| ------------------ | ----------------------------- | ------------------ |
| Nr.                | Rytter                        | Placering          |
| 221                | Gianluca Brambilla (ITA)      | 33.                |
| 222                | Nicola Conci (ITA)            | DNF                |
| 223                | Amanuel Ghebreigzabhier (ERI) | 73.                |
| 224                | Bauke Mollema (NED)           | 18.                |
| 225                | Antonio Nibali (ITA)          | DNF                |
| 226                | Quinn Simmons (USA)           | 54.                |
| 227                | Toms Skujiņš (LAT)            | 45.                |

| UAE Team Emirates UAD | UAE Team Emirates UAD       | UAE Team Emirates UAD |
| --------------------- | --------------------------- | --------------------- |
| Nr.                   | Rytter                      | Placering             |
| 231                   | Tadej Pogačar (SLO)         | 7.                    |
| 232                   | Valerio Conti (ITA)         | DNF                   |
| 233                   | Davide Formolo (ITA)        | 24.                   |
| 234                   | Vegard Stake Laengen (NOR)  | 42.                   |
| 235                   | Marco Marcato (ITA)         | 93.                   |
| 236                   | Jan Polanc (SLO)            | 58.                   |
| 237                   | Aljaksandr Rabusjenka (BLR) | DNF                   |

| Vini Zabù THR | Vini Zabù THR           | Vini Zabù THR |
| ------------- | ----------------------- | ------------- |
| Nr.           | Rytter                  | Placering     |
| 241           | Kamil Gradek (POL)      | DNF           |
| 242           | Mattia Bevilacqua (ITA) | HD            |
| 243           | Simone Bevilacqua (ITA) | DNF           |
| 244           | Andrea Di Renzo (ITA)   | 102.          |
| 245           | Alessandro Iacchi (ITA) | DNF           |
| 246           | Davide Orrico (ITA)     | HD            |
| 247           | Jan Petelin (LUX)       | DNF           |

| Jumbo-Visma TJV | Jumbo-Visma TJV            | Jumbo-Visma TJV |
| --------------- | -------------------------- | --------------- |
| Nr.             | Rytter                     | Placering       |
| 1               | Wout van Aert (BEL)        | 4.              |
| 2               | Tobias Foss (NOR)          | 46.             |
| 3               | Robert Gesink (NED)        | 69.             |
| 4               | Chris Harper (AUS)         | 118.            |
| 5               | Nathan Van Hooydonck (BEL) | 76.             |
| 6               | Paul Martens (GER)         | DNF             |
| 7               | Timo Roosen (NED)          | 85.             |

| AG2R Citroën Team ACT | AG2R Citroën Team ACT   | AG2R Citroën Team ACT |
| --------------------- | ----------------------- | --------------------- |
| Nr.                   | Rytter                  | Placering             |
| 11                    | Greg Van Avermaet (BEL) | 19.                   |
| 12                    | Lilian Calmejane (FRA)  | HD                    |
| 13                    | Nans Peters (FRA)       | 35.                   |
| 14                    | Michael Schär (SUI)     | 52.                   |
| 15                    | Gijs Van Hoecke (BEL)   | 88.                   |
| 16                    | Andrea Vendrame (ITA)   | 26.                   |
| 17                    | Clément Venturini (FRA) | 17.                   |

| Alpecin-Fenix AFC | Alpecin-Fenix AFC                     | Alpecin-Fenix AFC |
| ----------------- | ------------------------------------- | ----------------- |
| Nr.               | Rytter                                | Placering         |
| 21                | Mathieu van der Poel (NED) (landevej) | 1.                |
| 22                | Xandro Meurisse (BEL)                 | HD                |
| 23                | Jonas Rickaert (BEL)                  | DNF               |
| 24                | Petr Vakoč (CZE)                      | 15.               |
| 25                | Otto Vergaerde (BEL)                  | HD                |
| 26                | Gianni Vermeersch (BEL)               | 14.               |
| 27                | Philipp Walsleben (GER)               | 95.               |

| Androni Giocattoli-Sidermec ANS | Androni Giocattoli-Sidermec ANS  | Androni Giocattoli-Sidermec ANS |
| ------------------------------- | -------------------------------- | ------------------------------- |
| Nr.                             | Rytter                           | Placering                       |
| 31                              | Mattia Bais (ITA)                | 80.                             |
| 32                              | Jefferson Alexander Cepeda (ECU) | HD                              |
| 33                              | Simon Pellaud (SUI)              | DNF                             |
| 34                              | Josip Rumac (CRO)                | 78.                             |
| 35                              | Filippo Tagliani (ITA)           | HD                              |
| 36                              | Nicola Venchiarutti (ITA)        | HD                              |
| 37                              | Mattia Viel (ITA)                | HD                              |

| Astana-Premier Tech APT | Astana-Premier Tech APT | Astana-Premier Tech APT |
| ----------------------- | ----------------------- | ----------------------- |
| Nr.                     | Rytter                  | Placering               |
| 41                      | Jakob Fuglsang (DEN)    | 9.                      |
| 42                      | Alex Aranburu (ESP)     | 22.                     |
| 43                      | Manuele Boaro (ITA)     | 96.                     |
| 44                      | Fabio Felline (ITA)     | DNF                     |
| 45                      | Hugo Houle (CAN)        | 51.                     |
| 46                      | Gorka Izagirre (ESP)    | 50.                     |
| 47                      | Jonas Gregaard (DEN)    | HD                      |

| Bahrain Victorious TBV | Bahrain Victorious TBV    | Bahrain Victorious TBV |
| ---------------------- | ------------------------- | ---------------------- |
| Nr.                    | Rytter                    | Placering              |
| 51                     | Pello Bilbao (ESP)        | 10.                    |
| 52                     | Eros Capecchi (ITA)       | DNF                    |
| 53                     | Matej Mohorič (SLO)       | 56.                    |
| 54                     | Domen Novak (SLO)         | DNF                    |
| 55                     | Mark Padun (UKR)          | DNF                    |
| 56                     | Hermann Pernsteiner (AUT) | 43.                    |
| 57                     | Jan Tratnik (SLO)         | 83.                    |

| Bardiani CSF Faizanè BCF | Bardiani CSF Faizanè BCF | Bardiani CSF Faizanè BCF |
| ------------------------ | ------------------------ | ------------------------ |
| Nr.                      | Rytter                   | Placering                |
| 61                       | Filippo Zaccanti (ITA)   | DNF                      |
| 62                       | Davide Gabburo (ITA)     | DNF                      |
| 63                       | Fabio Mazzucco (ITA)     | HD                       |
| 64                       | Alessandro Tonelli (ITA) | 92.                      |
| 65                       | Giovanni Visconti (ITA)  | DNF                      |
| 66                       | Filippo Zana (ITA)       | 38.                      |
| 67                       | Samuele Zoccarato (ITA)  | 108.                     |

| Bora-Hansgrohe BOH | Bora-Hansgrohe BOH     | Bora-Hansgrohe BOH |
| ------------------ | ---------------------- | ------------------ |
| Nr.                | Rytter                 | Placering          |
| 71                 | Giovanni Aleotti (ITA) | 55.                |
| 72                 | Emanuel Buchmann (GER) | 40.                |
| 73                 | Marcus Burghardt (GER) | 68.                |
| 74                 | Patrick Gamper (AUT)   | 116.               |
| 75                 | Patrick Konrad (AUT)   | 32.                |
| 76                 | Daniel Oss (ITA)       | 53.                |
| 77                 | Ben Zwiehoff (GER)     | 70.                |

| Cofidis COF | Cofidis COF                      | Cofidis COF |
| ----------- | -------------------------------- | ----------- |
| Nr.         | Rytter                           | Placering   |
| 81          | Nicolas Edet (FRA)               | 112.        |
| 82          | Natnael Berhane (ERI) (landevej) | 106.        |
| 83          | Tom Bohli (SUI)                  | 79.         |
| 84          | André Carvalho (POR)             | 87.         |
| 85          | Thomas Champion (FRA)            | 82.         |
| 86          | Nathan Haas (AUS)                | 110.        |
| 87          | Fabio Sabatini (ITA)             | DNF         |

| Deceuninck-Quick Step DQT | Deceuninck-Quick Step DQT           | Deceuninck-Quick Step DQT |
| ------------------------- | ----------------------------------- | ------------------------- |
| Nr.                       | Rytter                              | Placering                 |
| 91                        | Julian Alaphilippe (FRA) (landevej) | 2.                        |
| 92                        | João Almeida (POR)                  | 37.                       |
| 93                        | Kasper Asgreen (DEN) (landevej)     | 25.                       |
| 94                        | Davide Ballerini (ITA)              | DNF                       |
| 95                        | Dries Devenyns (BEL)                | DNF                       |
| 96                        | Pieter Serry (BEL)                  | 66.                       |
| 97                        | Zdeněk Štybar (CZE)                 | 62.                       |

| EF Education-Nippo EFN | EF Education-Nippo EFN      | EF Education-Nippo EFN |
| ---------------------- | --------------------------- | ---------------------- |
| Nr.                    | Rytter                      | Placering              |
| 101                    | Alberto Bettiol (ITA)       | 23.                    |
| 102                    | Simon Carr (GBR)            | 11.                    |
| 103                    | Lawson Craddock (USA)       | DNF                    |
| 104                    | Mitchell Docker (AUS)       | 114.                   |
| 105                    | Alex Howes (USA) (landevej) | DNF                    |
| 106                    | Sebastian Langeveld (NED)   | HD                     |
| 107                    | Julius van den Berg (NED)   | HD                     |

| Eolo-Kometa EOK | Eolo-Kometa EOK              | Eolo-Kometa EOK |
| --------------- | ---------------------------- | --------------- |
| Nr.             | Rytter                       | Placering       |
| 111             | Davide Bais (ITA)            | 101.            |
| 112             | Erik Fetter (HUN)            | 100.            |
| 113             | Sergio García González (ESP) | HD              |
| 114             | Arturo Grávalos (ESP)        | HD              |
| 115             | Samuele Rivi (ITA)           | DNF             |
| 116             | Diego Sevilla (ESP)          | HD              |
| 117             | Daniel Viegas (POR)          | HD              |

| Groupama-FDJ GFC | Groupama-FDJ GFC               | Groupama-FDJ GFC |
| ---------------- | ------------------------------ | ---------------- |
| Nr.              | Rytter                         | Placering        |
| 121              | Stefan Küng (SUI) (landevej)   | 31.              |
| 122              | Kevin Geniets (LUX) (landevej) | 16.              |
| 123              | Simon Guglielmi (FRA)          | 39.              |
| 124              | Tobias Ludvigsson (SWE)        | 103.             |
| 125              | Valentin Madouas (FRA)         | 21.              |
| 126              | Rudy Molard (FRA)              | 36.              |
| 127              | Romain Seigle (FRA)            | 64.              |

| Ineos Grenadiers IGD | Ineos Grenadiers IGD     | Ineos Grenadiers IGD |
| -------------------- | ------------------------ | -------------------- |
| Nr.                  | Rytter                   | Placering            |
| 131                  | Tom Pidcock (GBR)        | 5.                   |
| 132                  | Leonardo Basso (ITA)     | DNF                  |
| 133                  | Egan Bernal (COL)        | 3.                   |
| 134                  | Owain Doull (GBR)        | 27.                  |
| 135                  | Michał Kwiatkowski (POL) | DNF                  |
| 136                  | Salvatore Puccio (ITA)   | DNF                  |
| 137                  | Pavel Sivakov (RUS)      | 67.                  |

| Intermarché-Wanty-Gobert Matériaux IWG | Intermarché-Wanty-Gobert Matériaux IWG | Intermarché-Wanty-Gobert Matériaux IWG |
| -------------------------------------- | -------------------------------------- | -------------------------------------- |
| Nr.                                    | Rytter                                 | Placering                              |
| 141                                    | Théo Delacroix (FRA)                   | 77.                                    |
| 142                                    | Tom Devriendt (BEL)                    | DNF                                    |
| 143                                    | Andrea Pasqualon (ITA)                 | DNF                                    |
| 144                                    | Simone Petilli (ITA)                   | 91.                                    |
| 145                                    | Lorenzo Rota (ITA)                     | 34.                                    |
| 146                                    | Loïc Vliegen (BEL)                     | DNF                                    |
| 147                                    | Jan Bakelants (BEL)                    | 65.                                    |

| Israel Start-Up Nation ISN | Israel Start-Up Nation ISN | Israel Start-Up Nation ISN |
| -------------------------- | -------------------------- | -------------------------- |
| Nr.                        | Rytter                     | Placering                  |
| 151                        | Reto Hollenstein (SUI)     | 86.                        |
| 152                        | Jenthe Biermans (BEL)      | DNF                        |
| 153                        | Guillaume Boivin (CAN)     | HD                         |
| 154                        | Alessandro De Marchi (ITA) | 59.                        |
| 155                        | Alexis Renard (FRA)        | HD                         |
| 156                        | Mads Würtz Schmidt (DEN)   | 109.                       |
| 157                        | Tom Van Asbroeck (BEL)     | 75.                        |

| Lotto-Soudal LTS | Lotto-Soudal LTS         | Lotto-Soudal LTS |
| ---------------- | ------------------------ | ---------------- |
| Nr.              | Rytter                   | Placering        |
| 161              | Tim Wellens (BEL)        | 13.              |
| 162              | Filippo Conca (ITA)      | 81.              |
| 163              | Frederik Frison (BEL)    | 94.              |
| 164              | Andreas Kron (DEN)       | 28.              |
| 165              | Tomasz Marczyński (POL)  | DNF              |
| 166              | Tosh Van der Sande (BEL) | DNF              |
| 167              | Brent Van Moer (BEL)     | 61.              |

| Movistar Team MOV | Movistar Team MOV         | Movistar Team MOV |
| ----------------- | ------------------------- | ----------------- |
| Nr.               | Rytter                    | Placering         |
| 171               | Alejandro Valverde (ESP)  | 47.               |
| 172               | Héctor Carretero (ESP)    | 97.               |
| 173               | Iván García Cortina (ESP) | 29.               |
| 174               | Abner González (PUR)      | 71.               |
| 175               | Lluís Mas (ESP)           | 48.               |
| 176               | Sergio Samitier (ESP)     | 115.              |
| 177               | Gonzalo Serrano (ESP)     | 49.               |

| Arkéa-Samsic ARK | Arkéa-Samsic ARK         | Arkéa-Samsic ARK |
| ---------------- | ------------------------ | ---------------- |
| Nr.              | Rytter                   | Placering        |
| 181              | Diego Rosa (ITA)         | 57.              |
| 182              | Benjamin Declercq (BEL)  | 104.             |
| 183              | Thibault Guernalec (FRA) | DNF              |
| 184              | Kévin Ledanois (FRA)     | 113.             |
| 185              | Matis Louvel (FRA)       | 74.              |
| 186              | Łukasz Owsian (POL)      | 105.             |
| 187              | Laurent Pichon (FRA)     | DNF              |

| BikeExchange BEX | BikeExchange BEX              | BikeExchange BEX |
| ---------------- | ----------------------------- | ---------------- |
| Nr.              | Rytter                        | Placering        |
| 191              | Simon Yates (GBR)             | 63.              |
| 192              | Jack Bauer (NZL)              | 89.              |
| 193              | Brent Bookwalter (USA)        | 44.              |
| 194              | Christopher Juul-Jensen (DEN) | 60.              |
| 195              | Barnabás Peák (HUN)           | HD               |
| 196              | Nick Schultz (AUS)            | DNF              |
| 197              | Robert Stannard (AUS)         | 30.              |

| Team DSM DSM | Team DSM DSM            | Team DSM DSM |
| ------------ | ----------------------- | ------------ |
| Nr.          | Rytter                  | Placering    |
| 201          | Romain Bardet (FRA)     | 20.          |
| 202          | Thymen Arensman (NED)   | 117.         |
| 203          | Romain Combaud (FRA)    | 107.         |
| 204          | Chris Hamilton (AUS)    | 90.          |
| 205          | Joris Nieuwenhuis (NED) | 98.          |
| 206          | Martijn Tusveld (NED)   | 99.          |
| 207          | Kevin Vermaerke (USA)   | 111.         |

| Qhubeka Assos TQA | Qhubeka Assos TQA       | Qhubeka Assos TQA |
| ----------------- | ----------------------- | ----------------- |
| Nr.               | Rytter                  | Placering         |
| 211               | Simon Clarke (AUS)      | 8.                |
| 212               | Michael Gogl (AUT)      | 6.                |
| 213               | Bert-Jan Lindeman (NED) | 84.               |
| 214               | Robert Power (AUS)      | 12.               |
| 215               | Mauro Schmid (SUI)      | 41.               |
| 216               | Karel Vacek (CZE)       | DNF               |
| 217               | Emil Vinjebo (DEN)      | 72.               |

| Trek-Segafredo TFS | Trek-Segafredo TFS            | Trek-Segafredo TFS |
| ------------------ | ----------------------------- | ------------------ |
| Nr.                | Rytter                        | Placering          |
| 221                | Gianluca Brambilla (ITA)      | 33.                |
| 222                | Nicola Conci (ITA)            | DNF                |
| 223                | Amanuel Ghebreigzabhier (ERI) | 73.                |
| 224                | Bauke Mollema (NED)           | 18.                |
| 225                | Antonio Nibali (ITA)          | DNF                |
| 226                | Quinn Simmons (USA)           | 54.                |
| 227                | Toms Skujiņš (LAT)            | 45.                |

| UAE Team Emirates UAD | UAE Team Emirates UAD       | UAE Team Emirates UAD |
| --------------------- | --------------------------- | --------------------- |
| Nr.                   | Rytter                      | Placering             |
| 231                   | Tadej Pogačar (SLO)         | 7.                    |
| 232                   | Valerio Conti (ITA)         | DNF                   |
| 233                   | Davide Formolo (ITA)        | 24.                   |
| 234                   | Vegard Stake Laengen (NOR)  | 42.                   |
| 235                   | Marco Marcato (ITA)         | 93.                   |
| 236                   | Jan Polanc (SLO)            | 58.                   |
| 237                   | Aljaksandr Rabusjenka (BLR) | DNF                   |

| Vini Zabù THR | Vini Zabù THR           | Vini Zabù THR |
| ------------- | ----------------------- | ------------- |
| Nr.           | Rytter                  | Placering     |
| 241           | Kamil Gradek (POL)      | DNF           |
| 242           | Mattia Bevilacqua (ITA) | HD            |
| 243           | Simone Bevilacqua (ITA) | DNF           |
| 244           | Andrea Di Renzo (ITA)   | 102.          |
| 245           | Alessandro Iacchi (ITA) | DNF           |
| 246           | Davide Orrico (ITA)     | HD            |
| 247           | Jan Petelin (LUX)       | DNF           |